# Elkhanan Elkes

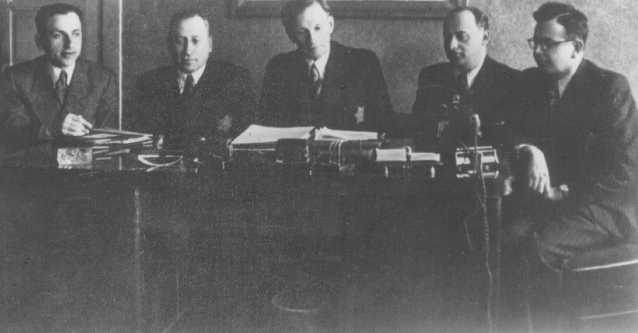
Der Judenrat von Kaunas im Jahr 1943. Elkhanan Elkes ist in der Mitte.

Elkhanan Elkes,  hebr. אלחנן אלקס, auch Elchanan Elchis oder Elkis, (geboren 1879 in Kalvarija, Litauen; gestorben 17. Oktober 1944 in Landsberg am Lech, Deutschland) war ein Arzt, der im KZ Kauen die Leitung des Judenrats übernehmen musste. Er wurde in der Shoah ermordet.

## Leben
Elkes wurde 1879 in der Gemeinde Kalvarija, 56 Kilometer außerhalb von Kaunas geboren. Er war das zweite von sechs Kindern. Sein religiöser Vater Israel Meir Elkes führte mit seiner Frau Sara einen kleinen Laden für Alltagsbedarf. Über Elkes Schulzeit liegen laut seinen Nachkommen keine genauen Angaben vor, doch ist bekannt, dass er 1903 an der Albertus-Universität in Königsberg sein Medizinstudium mit einer Dissertation über Die Beschaffenheit der Schilddrüse zum Zeitpunkt der Geburt erfolgreich beendete. Danach begann er am Königsberger Universitätsklinikum im medizinischen und chirurgischen Bereich zu arbeiten und gab nebenbei Hebräischunterricht, dabei lernte er seine spätere Frau Miriam Malbin kennen. Sie war eine Tochter des mittelständischen Getreidehändlers Moses Malbin und seiner Frau Esther. 
Beim Ausbruch des Ersten Weltkriegs war er Militärarzt der russischen Truppen im Rang eines Offiziers und begleitete verschiedene Einheiten auf ihrem Feldzügen an die Oder und ins Uralgebiet. In der Armee erlebte er Antisemitismus. Die Russische Revolution ereignete sich weit entfernt von Orscha, wo er zu dem Zeitpunkt stationiert war. 1919 oder 1920 entschied sich Elkes, nach Kaunas zu ziehen, das die neue Hauptstadt der Ersten Litauischen Republik gewordenen war.
Dort eröffnete er eine Praxis und erwarb sich einen ausgezeichneten Ruf, zählten doch Antanas Smetona und andere litauische Unabhängigkeitspolitiker und Diplomaten zu seinen Patienten. Seine Praxis stand aber auch mittellosen Menschen offen. Mit den Berufskollegen Berman und Brauns begann er die Abteilung für Innere Medizin am neu gegründeten Jüdischen Spital Bikkur Holim aufzubauen. Ebenso engagierte er sich mit Moshe Schwabe, dem späteren Rektor der Hebräischen Universität Jerusalem, für die Einrichtung einer jüdischen Sekundarschule in der Stadt. Von politischen Ämtern hielt er sich fern.
Am 22. Juni 1941 wurde die Bevölkerung von Kaunas vom sowjetischen Radio über die beginnende Invasion deutscher Truppen auf litauisches Gebiet alarmiert. In der Nacht zum 24. Juni 1941 erreichten diese Kaunas und errichteten ihre Schreckensherrschaft. Litauische Faschisten hatten bereits am 23. Juni erste Juden ermordet. In den ersten drei Wochen wurden in der Stadt 8000 Juden ermordet. Auf ihre Anweisung musste der Oberrabbiner von Kaunas, Avraham Kahane Shapiro, am 7. Juli 1941 drei Gemeindemitglieder stellen, die mit dem Aufbau einer der deutschen Kriegswirtschaft dienenden Organisation der jüdischen Bevölkerung beauftragt werden sollten. Seine Wahl fiel auf den ehemaligen litauischen Parlamentspolitiker Leib Garfunkel, Mitglied des Poale Zion, sowie den Offizier Jacob Goldberg und den deutschsprachigen Arzt Ephraim Rabinovitch, zwei Rabbiner begleiteten sie. Sie mussten bei der Gestapo vorsprechen.
Die Besatzungsmacht gab Anweisung für die Einrichtung eines Ghettos im Stadtteil Viljampole (Slobotka) bis zum 15. August 1941. Am 4. August 1941 trafen sich darauf die leitenden Mitglieder der jüdischen Gemeinde in einem Schulzimmer. Ein sogenannter Oberjude musste bestimmt werden. Mehrere mögliche Kandidaten wurden in Erwägung gezogen und wieder verworfen, worauf ein Teilnehmer Elkhanan Elkes vorschlug. Der Vorschlag fand allgemeine Zustimmung. Elkes nahm die Wahl an. Danach bestimmte die Gemeinde die weiteren Mitglieder des Judenrats. Laut dem Zeitzeugen Herman Kruk lag die Entscheidungsgewalt in den wesentlichen Fragen jedoch bei Hirsh Levin, Yankev Goldberg und dem Rabbiner Dovid Icykowicz. Ersterer soll als Besitzer von zwei wichtigen Immobilien und als Revisionist viele Unterstützer gehabt haben.
Elkes musste in der Folge die Entscheidungen der Nazi-Administration an die jüdische Bevölkerung von Kaunas weiterleiten, stets mit dem Versuch, kleine Erleichterungen für seine Leidensgenossen zu erwirken. Es entstanden diverse öffentliche Einrichtungen für die Versorgung der im Ghetto eingesperrten 30.000 Juden, sowie eine „Ghetto Polizei“ und ein Gericht. Das volle Ausmaß der bevorstehenden Verbrechen war ihm zu diesem Zeitpunkt noch unbekannt, doch unter dem Kommando Helmut Raucas ermordete die SS am 28. Oktober 1941, auf Anweisung des Kommandanten der Einsatzgruppe Drei, 9.200 Bewohner des Ghettos in einer nahen Festung. Als Oberjude hatte Elkes die Selektion im Ghetto miterlebt. In ganz Litauen waren bis zum 1. Dezember 1941 bereits 137.346 Jüdinnen und Juden umgebracht worden, darunter 11 Mitglieder von Elkes eigener Familie. Laut Yad Vashem unterstützte Elkes die Yidishe Algemeyne Kamf Organizatsye, zudem hatte er Kontakte zum Polnischen Widerstand. Im Gegensatz zu einzelnen Oberjuden in anderen Ghettos im von den Nazis besetzten Europa, wie namentlich etwa Chaim Rumkowski in Łódź, beanspruchte er keine Vorrechte für sich selbst. Seine Haltung wird von allen Überlebenden übereinstimmend als selbstlos beschrieben.
Mit der sinkenden Zahl der Überlebenden wurde die Fläche des Ghettos am 1. Mai 1942 erstmals verkleinert. Am 26. August wurden die Schulen und Synagogen geschlossen. Der Produktionssektor der deutschen Besatzungsmacht verlangte eine Schonung der verbliebenen Arbeitskräfte, während die SS das Töten beschleunigen wollte. Elkes sah seine Aufgabe darin, den Unternehmern den Nutzen des Weiterlebens ihrer Arbeitskräfte zu verdeutlichen, im Wissen darum, dass sich die militärische Gesamtlage zum Nachteil Nazi-Deutschlands gewendet hatte. Doch im September 1943 setzte sich die SS, unter dem neuen Kommando von Wilhelm Göcke, durch. Am 13. Juli 1944 begann der Abtransport per Bahn. Elkes wurde um den 15. Juli 1944 in das KZ Dachau gebracht. Er starb an Erschöpfung am 17. Oktober im KZ-Außenlager Kaufering I – Landsberg. Seine Frau überlebte im KZ Stutthof.
Elkhanan Elkes hatte zwei Kinder, Sara Elkes und Joel Elkes, die beide ebenfalls den Krieg überlebten. Von seinem Sohn ist bekannt, dass er nach Jugendjahren in der Schweiz, ab 1931 in England lebte. Er war ein international renommierter Psychiatrie-Professor. Sara Elkes kam 1937 nach England, wo sie ebenfalls eine akademische Laufbahn begann.